# Hyp, mine mænd
Hyp, mine mænd er en dansk kortfilm fra 2014 instrueret af Oliver Tonning.

## Handling
Denne artikel mangler et handlingsreferat. Hjælp os med at skrive det.

## Medvirkende
- Jesper Bruun, Claus
- Christian Engell, Dennis